# Oryctorhynchus
Oryctorhynchus — рід примітивних архозаврів вимерлого ряду ринхозаврів (Rhynchosauria), що існував у пізньому тріасі  (235—222 млн років тому). Описаний один вид — Oryctorhynchus bairdi. Описаний з решток часткової щелепи та декількох фрагментів черепа, що виявлені у 1963 році у відкладеннях формації Вольфвіль в провінції Нова Шотландія на сході Канади. Припускалося, що рештки належали Hyperodapedon, лише у 2020 році їх віднесли до нового виду та роду.